# Oldham County, Texas
Oldham County är ett administrativt område i delstaten Texas, USA, med 2 052 invånare (2010). Den administrativa huvudorten (county seat) är Vega.

## Geografi
Enligt United States Census Bureau har countyt en total area på 3 888 km². 3 885 km² av den arean är land och 3 km² är vatten.

### Angränsande countyn
- Hartley County - norr
- Moore County - nordost
- Potter County - öster
- Deaf Smith County - söder
- Quay County, New Mexico - väster